# Сфанту Георге (Тулча)
Сфанту Георге (у преводу Свети Ђорђе, рум. Sfântu Gheorghe) насеље је у Румунији и седиште истоимене општине у округу Тулча.
Представља старо рибарско насеље које се налази на ушћу дунавског рукавца Сфанту Георге (Свети Ђорђе) у Црно море.

## Историја
Сфанту Георге се први пут помиње у историјским документима из 14. века, у периоду када су Ђеновљани држали монопол над трговином у црноморским водама. На Висконтијевој карти из 1318. године помиње се под називом Сан Ђорђо. У времену турске владавине, био је познат под именом Katariez. Своје данашње име Сфанту Георге добија по свецу заштитнику старе цркве, Светом Ђорђу.
1968. године у селу је изграђен светионик од гвожђа и стакла који представља један од највиших светионика на обали Црног мора.

## Становништво
| 2002. | 2011. | 2021. |
| ----- | ----- | ----- |
| 971   | 797   | 639   |

Сфанту Георге је на попису 2021. године имао 639 становника, за 158 мање (-19,82%) од претходног пописа 2011. године када је било 797 становника.
Према попису из 2011. у Сфанту Георгеу већину становништва чине Румуни, а од мањина највише има Украјинаца.
| Етнички састав према попису из 2021.‍ | Етнички састав према попису из 2021.‍ | Етнички састав према попису из 2021.‍ | Етнички састав према попису из 2021.‍ | Етнички састав према попису из 2021.‍ |
| ------------------------------------ | ------------------------------------ | ------------------------------------ | ------------------------------------ | ------------------------------------ |
|                                      |                                      |                                      |                                      |                                      |
| Румуни                               | Румуни                               |                                      | 482                                  | 75,43%                               |
| Украјинци                            | Украјинци                            |                                      | 57                                   | 8,92%                                |
| Остали                               | Остали                               |                                      | 100                                  | 15,65%                               |